# Detif

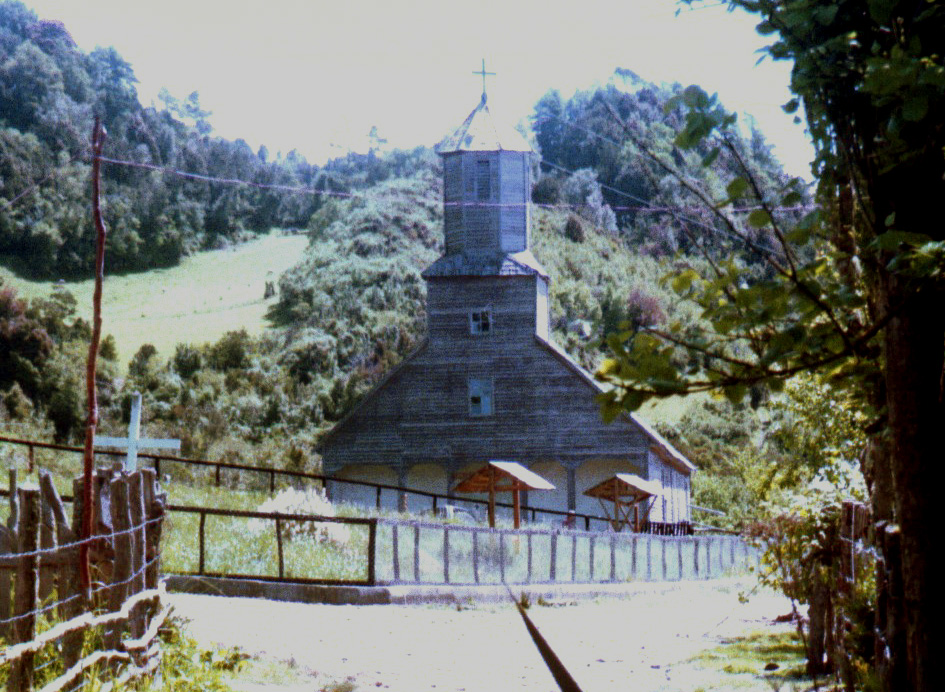
Kirche Virgen de Lourdes in Detif

Detif ist ein Dorf auf der Insel Lemuy, die im Süden Chiles in der Región de los Lagos der größeren Insel Chiloé im Osten vorgelagert ist. Der Name des Dorfes bedeutet „Lärm des Windes“.

## Lage
Detif, das an der Südostküste der hügeligen Insel Lemuy liegt, bildet mit acht anderen Ortschaften zusammen die Gemeinde (Comuna) Puqueldón mit 4160 Einwohnern (2002), deren Gebiet die gesamte Insel mit ihren 97 km² Fläche umfasst. Die Entfernung nach Puqueldón, dem größten Ort der Insel und Sitz der Gemeindeverwaltung, beträgt 21 km.

## Sehenswertes
Detif, das bereits 1734 über eine Kapelle verfügte, ist bekannt wegen seiner sehenswerten Holzkirche Iglesia Virgen de Lourdes. Die Kirche wurde zu Beginn des 19. Jahrhunderts an der Küste erbaut, um mit ihrem Turm den Seefahrern und Fischern eine Orientierungshilfe zu sein, und man verwendete beim Bau hauptsächlich das widerstandsfähige Holz der Coihue-Südbuche, das selbst in dem feuchten Klima Südchiles nicht fault, sowie Lärchenholz. Wie bei allen Holzkirchen der Inseln Lemuy und Chiloé üblich, wurden bei dem Bau der Kirche in Detif keine Nägel aus Metall, sondern Nieten aus Holz verwendet, da Metall sehr knapp war.
Die dreischiffige Kirche hat einen Giebelreiter mit einem Zeltdach, der in zwei Teile gegliedert ist. Wie für die Holzkirchen ihrer Art typisch, hat auch die Holzkirche in Detif im Bereich der Fassade einen Portikus mit Bögen. In diesem Fall sind fünf Bögen vorhanden. Im Bereich des Portikus hat die Kirche in Detif nur einen Eingang, der in das Mittelschiff führt, und nicht für jedes der drei Kirchenschiffe einen eigenen Eingang wie die meisten andern Holzkirchen auf Chiloé und Lemuy. Darin ähnelt sie der Kirche in Aldachildo auf Lemuy und der Kirche in Dalcahue auf Chiloé, die jedoch erheblich größer ist. In dem relativ schlicht gehaltenen Kircheninneren fallen im Bereich des Mittelschiffes zahlreiche Votivschiffe auf, die vom Gewölbe herabhängen und die von Seeleuten anlässlich ihrer Errettung aus Seenot gespendet wurden.
Am 10. August 1999 wurde die Kirche zum Nationalen Kulturdenkmal erklärt, bevor sie im November 2000 in das Weltkulturerbe der UNESCO aufgenommen wurde. Renovierungen erfolgten 1996 und 2001.
Das Patronatsfest der Kirche wird jedes Jahr am 25. März mit einer Prozession gefeiert.

## Verkehr und Infrastruktur
Die Insel Lemuy ist von Chonchi auf der größeren Insel Chiloé mit einer stündlich verkehrenden Fähre leicht zu erreichen, wobei die Überfahrt wenige Minuten dauert.
Von Chulchuy, dem Fährhäfen Lemuys, sind alle Orte der Insel über Asphalt- bzw. Schotterstraßen gut zu erreichen. Detif liegt am Endpunkt einer bei jedem Wetter befahrbaren Straße und ist 12 km von San Agustín, dem Mittelpunkt der Insel, entfernt. Mehrmals am Tage verkehren Busse, einige Male täglich besteht sogar eine Direktverbindung nach Castro, der Hauptstadt der Provinz Chiloé. Der nächstgelegene Flughafen befindet sich in Puerto Montt auf dem chilenischen Festland.
Landwirtschaft, vor allem Viehzucht und Fischerei, sind die Haupterwerbsquellen der Bevölkerung der Insel Lemuy und damit auch von Detif. Um das Dorf herum liegen mehrere Farmen. Detif verfügt auch über Einkaufsmöglichkeiten des täglichen Bedarfes und über eine Schule.